# 55e division d'infanterie (Pologne)
Pour l’article homonyme, voir 55e division d'infanterie (France).
La  55e division d'infanterie est une des divisions d'infanterie de l'armée polonaise durant la Seconde Guerre mondiale.

## Théâtres d'opérations
- 1er septembre au 6 octobre 1939 : campagne de Pologne